# Aleksandr Szeriemietjew
Aleksandr Grigorjewicz Szeriemietjew (ros. Александр Григорьевич Шереме́тьев, ur. 27 sierpnia 1901 w Harbinie, zm. 15 marca 1985 w Moskwie) – radziecki polityk, minister czarnej metalurgii ZSRR (1954–1957).

## Życiorys
Pochodził z rodziny chłopskiej, jego ojciec pracował przy budowie Kolei Wschodniochińskiej. Od 1918 członek RKP(b), w latach 1919–1925 służył w Armii Czerwonej, szef oddziału agitacyjno-propagandowego pododdziału Brygady Baszkirskiej, wojskowy komisarz Batalionu Baszkirskiego wojsk Czeki, wojskowy komisarz pułku kawalerii 13 Dywizji Dagestańskiej, instruktor wydziału politycznego dywizji, sekretarz biura partyjnego 66 pułku piechoty, instruktor wydziału politycznego 22 Dywizji Piechoty. W latach 1925–1926 pracownik wydawnictwa „Dołoj niegramotnost´”, 1926–1929 pracownik wydawnictwa KC MORP, 1932 ukończył Moskiewski Instytut Stali i został pracownikiem fabryki „Elektrostal” w obwodzie moskiewskim - pomocnik majstra, majster, kierownik zmiany, zastępca kierownika i kierownik warsztatu. W latach 1937–1938 zastępca szefa, a 1938–1947 szef zarządu w ludowym komisariacie (od 1946 ministerstwie) przemysłu ciężkiego ZSRR, 1947–1949 zastępca ministra przemysłu ciężkiego ZSRR – szef Głównego Zarządu Przemysłu Metalurgicznego Południa i Środka. W latach 1949–1950 I zastępca przemysłu metalurgicznego ZSRR, 1950–1953 zastępca ministra czarnej metalurgii ZSRR, 1953–1954 członek Kolegium Ministerstwa Przemysłu Metalurgicznego ZSRR, 1954 zastępca i I zastępca ministra czarnej metalurgii ZSRR, a od 15 listopada 1954 do 10 maja 1957 minister czarnej metalurgii ZSRR. W latach 1957–1961 członek Państwowego Komitetu Rady Ministrów ZSRR ds. Stosunków Gospodarczych, 1961–1965 zastępca przewodniczącego sownarchozu Rosyjskiej FSRR, od października 1965 na emeryturze. W latach 1956–1961 zastępca członka KC KPZR. Pochowany na cmentarzu Nowodziewiczym.

## Odznaczenia i nagrody
- Order Lenina (trzykrotnie)
- Order Czerwonego Sztandaru Pracy (dwukrotnie)
- Nagroda Stalinowska (1943)
- Medal „Za ofiarną pracę w Wielkiej Wojnie Ojczyźnianej 1941–1945”
- Medal 100-lecia urodzin Lenina